# Håby
Håby is een plaats in de gemeente Munkedal in het landschap Bohuslän en de provincie Västra Götalands län in Zweden. De plaats heeft 86 inwoners (2005) en een oppervlakte van 23 hectare.